# Satu Nou (gmina Oltina)
Satu Nou – wieś w Rumunii, w okręgu Konstanca, w gminie Oltina. W 2011 roku liczyła 230 mieszkańców.